# Gradačac
Gradačac es una municipalidad y localidad de Bosnia y Herzegovina. Se encuentra en el cantón de Tuzla, dentro del territorio de la Federación de Bosnia y Herzegovina. La capital de la municipalidad de Gradačac es la localidad homónima.

## Localidades
La municipalidad de Gradačac se encuentra subdividida en las siguientes localidades:
- Avramovina
- Biberovo Polje
- Blaževac
- Donja Međiđa
- Donja Tramošnica
- Donje Krečane
- Donje Ledenice
- Donji Lukavac
- Donji Skugrić
- Gornja Međiđa
- Gornja Tramošnica
- Gornje Krečane
- Gornje Ledenice
- Gornji Lukavac
- Hrgovi Donji
- Jasenica
- Jelovče Selo
- Kerep
- Mionica
- Novalići
- Porebrice
- Rajska
- Samarevac.
- Sibovac
- Srnice Donje
- Srnice Gornje
- Turić
- Vida
- Vučkovci
- Zelinja Donja
- Zelinja Gornja.
- Zelinja Srednja

## Demografía
En el año 2009 la población de la municipalidad de Gradačac era de 46 244 habitantes. La superficie del municipio es de 218 kilómetros cuadrados, con lo que la densidad de población era de 212 habitantes por kilómetro cuadrado.